# Neelie Kroes
Neelie Kroes (født 19. juli 1941 i Rotterdam, Zuid-Holland) er en nederlandsk politiker, der var Europa-Kommissær fra 2004 til 2014. I den første Barroso-kommission fra 2004 til 2010 var hun kommissær for konkurrence. I den anden Barroso-kommission var hun næstformand og kommissær for den digitale dagsorden.
Kroes blev kandidat i nationaløkonomi fra Erasmus Universiteit Rotterdam i 1965 og arbejdede frem til 1971 som førsteamanuensis i transportøkonomi samme sted. 
Efter at have været kommunalbestyrelsesmedlem i Rotterdam siden 1970, blev hun i 1971 valgt til Tweede Kamer for det liberale parti VVD. Hun var medlem frem til 1977 og statssekretær 1977-1981. Hun var fra 1982 til 1989 transport- og infrastrukturminister i Ruud Lubbers' regering og havde dermed ansvaret for privatiseringen af post- og telesektoren. Hun arbejdede derefter i det private erhvervsliv, blandt andet som rådgiver og bestyrelsesmedlem, indtil hun i 2004 blev udpeget til EU-kommissær med ansvar for konkurrence. Kroes' udnævnelse fik kritik grundet hendes koblinger til multinationale virksomheder. Som kommissær stod hun bl.a. bag kommissionens stævning mod Microsoft på over 777 mio. euro. 

## Anerkendelser
- 1981: Ridder af Nederlandske Løves Orden
- 1984: Storofficer af Æreslegionen
- 1989: Storofficer af Oranje-Nassau-ordenen
- 1989: Æresdoktor ved University of Hull
- 1985: Bundesverdienstkreuz
- 1993: Bintang Mahaputra Adiprana-ordenen